# 世界报 (法国)
《世界報》是法國第一大全國性日報。

## 歷史
《世界報》有日報和晚報。該報創刊於1944年10月，前身為《時報》（Le Temps）；在第二次世界大戰前曾是最著名的上流社會報紙之一。該報創始人為法國著名的抵抗運動記者于贝尔·伯夫-梅里，1944年在戴高樂將軍的促成下接收《時報》變革而成。第一份以《世界報》名稱問世的報紙於1944年12月18日問世，刊行日期為1944年12月19日，當時僅有一頁版面。1995年12月19日起開始發行網路版。

## 歷代總編輯
1. 于贝尔·伯夫-梅里 (Hubert Beuve-Méry，1944-1969) ;
2. 雅克·福韦（法语：Jacques Fauvet） (，1969-1982) ;
3. 安德烈·洛朗（法语：André Laurens） (，1982-1985) ;
4. 安德烈·方丹（法语：André Fontaine (journaliste)） (，1985-1991) ;
5. 雅克·勒苏尔纳 (Jacques Lesourne，1991-1994);
6. 让-马里·科隆巴尼（法语：Jean-Marie Colombani） (，1994-2007)。
7. 埃里克·福托里诺（法语：Éric Fottorino） (，2007–2010)
8. 埃里克·伊兹拉埃勒维奇（法语：Érik Izraelewicz） (，2011–2012)
9. 阿兰·弗拉雄（法语：Alain Frachon） (，2012–2013)
10. 纳塔莉·努盖雷德（法语：Natalie Nougayrède） (，2013–2014)
11. 热罗姆·费诺利奥（法语：Jérôme Fenoglio） (，2014年至今)

## 该报特点
该报内容全面，訊息量大，报道严肃，深层报道和评论、政要专访比较多，措辞讲究。其国际时评言简意赅，有较强的权威性和参考价值，颇受各方关注。法国总统、总理、外交部長常在该报发表独家訪談，外国元首和政经界人物也常接受该报记者采访。该报政治倾向“中間偏左”，在国际问题上反映法國政府立场。该报拥有近200名编辑记者，在全球十余个大城市有派駐记者。

## 參閲
- 洛桑時報(Le Temps)